# 踊れ!たいやきくん
| 専門評論家によるレビュー | 専門評論家によるレビュー |
| レビュー・スコア         | レビュー・スコア         |
| 出典                     | 評価                     |
| ------------------------ | ------------------------ |
| CDJournal                | (否定的)                 |

踊れ!たいやきくん（おどれ！たいやきくん）は2002年4月3日にキングレコードより発売されたシングルCDおよびその表題曲。

## 楽曲概要
「およげ!たいやきくん」から27年ぶりとなる続編曲。前作「およげ!たいやきくん」と同じく高田ひろおの作詞、佐瀬寿一の作曲による。
高田が「前回食べられて終わってしまっているのでもっと楽しんで泳いでいる「たいやきくん」をもう一度書きたかった」ということがリリースのきっかけである。
この曲では子門真人に代わり、この曲のために新結成された「たいプリ」（みゆき&サンフラワー/エミ&サンフラワー）という5人組女子ユニットが歌唱を担当した。
ユーロビートと民謡をミックスしたアップテンポな曲調であり、曲中に「ソーラン節」が挿入されている。
たいやきの全国チェーン店「一口茶屋」（2002年末時点で237店）の店内でこの曲が流された。
2009年発売のCD『運動会ロック盆踊り』に「踊れ!たいやきくん」が収録されている。

## 評価
『CDジャーナル』は、「前作の哀愁漂うメルヘンチックで無邪気な世界からはだいぶ遠のいてしまったような気がする。おさかなブームの影もチラリ、お座敷小唄みたいな歌詞も子供向けとは言い難い。無機質なリズムを照射して、たいやきは温め直さない方がよかったのかもなぁ。」と否定的な評価をしている。

## 収録曲
1. 踊れ!たいやきくん - 3:12
2. チョイトでました たいやきくん - 3:27
3. 踊れ!たいやきくん（inst） - 3:12
4. チョイトでました たいやきくん（inst） - 3:26

## たいプリ
民謡歌手みゆきと広島のローカルアイドル「サンフラワー」のメンバー・元メンバーからなる5人組の女子ユニット
- たいプリみゆき（村田みゆき） - メインヴォーカル。民謡中学生チャンピオン。
- たいプリキョーコ（森今日子） - サンフラワー元気担当。
- たいプリミキ（水野美樹） - 元サンフラワー。笑顔担当。
- たいプリエリ（草羽栄梨子） - 元サンフラワー。最年長だが背は一番低い。
- たいプリナルミ（魚谷成美） - 元サンフラワー。最年少だが背は一番高い。